# Julija Andreeva
Julija Vladimirovna Archipova-Andreeva (in russo Юлия Владимировна Архипова-Андреева?; Biškek, 7 marzo 1984) è una maratoneta kirghisa.
Ha gareggiato nella maratona delle Olimpiadi del 2008, 2012 e 2016.
È sposata con il maratoneta russo Grigoriy Andreyev, con cui ha una figlia.

## Palmarès
| Anno | Manifestazione  | Sede           | Evento        | Risultato | Prestazione | Note                                     |
| ---- | --------------- | -------------- | ------------- | --------- | ----------- | ---------------------------------------- |
| 2008 | Giochi olimpici | Pechino        | Maratona      | 58ª       | 2h44'41     |                                          |
| 2010 | Giochi asiatici | Canton         | 10000 m piani | 10ª       | 16'47"42    |                                          |
| 2012 | Giochi olimpici | Londra         | Maratona      | 60ª       | 2h36'01"    |                                          |
| 2013 | Mondiali        | Mosca          | Maratona      | 38ª       | 2h53'16"    |                                          |
| 2014 | Giochi asiatici | Incheon        | Maratona      | 10ª       | 2h39'25"    |                                          |
| 2015 | Mondiali        | Pechino        | Maratona      | 36ª       | 2h45'04"    |                                          |
| 2016 | Giochi olimpici | Rio de Janeiro | Maratona      | 59ª       | 2h40'34"    |                                          |
| 2017 | Mondiali        | Londra         | Maratona      | 66ª       | 2h53'17"    | Miglior prestazione personale stagionale |

## Campionati nazionali
2010
- Oro ai campionati kirghisi indoor, 3000 m piani - 9'35"4 m

## Altre competizioni internazionali
2009
- Oro alla Maratona di Baltimora ( Baltimora) - 2h32'09"
- Argento alla Maratona di Nashville ( Nashville) - 2h38'29"

2010
- 6ª alla Maratona di San Diego ( San Diego) - 2h32'50"
- Argento alla Maratona di Baltimora ( Baltimora) - 2h33'52"
- Argento alla Cleveland Rite Aid 10K ( Cleveland) - 33'50"

2011
- 5ª alla Maratona di Los Angeles ( Los Angeles) - 2h33'55"

2012
- 7ª alla Maratona di Praga ( Praga) - 2h30'58"

2013
- 5ª alla Maratona di Amburgo ( Amburgo) - 2h33'04"
- 11ª alla Maratona di Hong Kong ( Hong Kong) - 2h39'49"
- 12ª alla BOclassic ( Bolzano), 5 km - 17'27"

2014
- 9ª alla Maratona di Parigi ( Parigi) - 2h40'20"
- 6ª alla Maratona di Beirut ( Beirut) - 2h42'50"

2015
- 9ª alla Maratona di Praga ( Praga) - 2h37'37"
- 13ª alla 10 km di Langueux ( Langueux) - 34'31"

2018
- Bronzo alla Maratona di Astana ( Astana) - 2h37'46"
- 7ª alla Maratona di Taipei ( Taipei) - 2h43'40"

2019
- Oro alla Maratona di Astana ( Astana) - 2h28'42"